# Willi Störring
Willi Störring (* 11. April 1896 in Hagen; † 29. Oktober 1978 in Düsseldorf) war ein deutscher Opernsänger (Tenor). Er wurde insbesondere als Heldentenor in den Opern Richard Wagners bekannt.

## Leben
Störring war zuerst Schmiedegeselle. Als seine Stimme entdeckt wurde, wurde diese durch Fritz Rémond senior in Köln ausgebildet. 
Sein Bühnendebüt gab er 1927 am Opernhaus von Köln als „Manrico“ im Troubadour Von dort wechselte er 1930 ans Opernhaus Düsseldorf und dann 1932 auf Wunsch Heinz Tietjens an die Berliner Staatsoper, wo er bis 1935 als Heldentenor erfolgreich in italienischen und Wagner-Opern war.
1933 und 1934 sang er kleinere Partien bei den Bayreuther Festspielen. 1935 war er bei den Festspielen von Zoppot der „Rienzi“ in der gleichnamigen Wagner-Oper. 1940 gastierte er an der Wiener Staatsoper. 
Von 1936 bis 1944 war er im Verband des Nationaltheaters Weimar. 1947 ging er in seine Geburtsstadt Hagen und wirkte dort bis 1952, dem Jahr seines offiziellen Bühnenabschied. Dabei sang er den „Canio“ im Bajazzo. Er trat danach aber noch gelegentlich bis 1972 auf. Nach seinem Bühnenabschied arbeitete er in Düsseldorf als Gesangspädagoge. 